# Xenelaphis hexagonotus
Xenelaphis hexagonotus е вид змия от семейство Смокообразни (Colubridae). Видът не е застрашен от изчезване.

## Разпространение и местообитание
Разпространен е в Бруней, Индонезия (Суматра и Ява), Малайзия, Сингапур и Тайланд.
Обитава гористи местности и плантации.

## Описание
Популацията на вида е нарастваща.